# Tenri

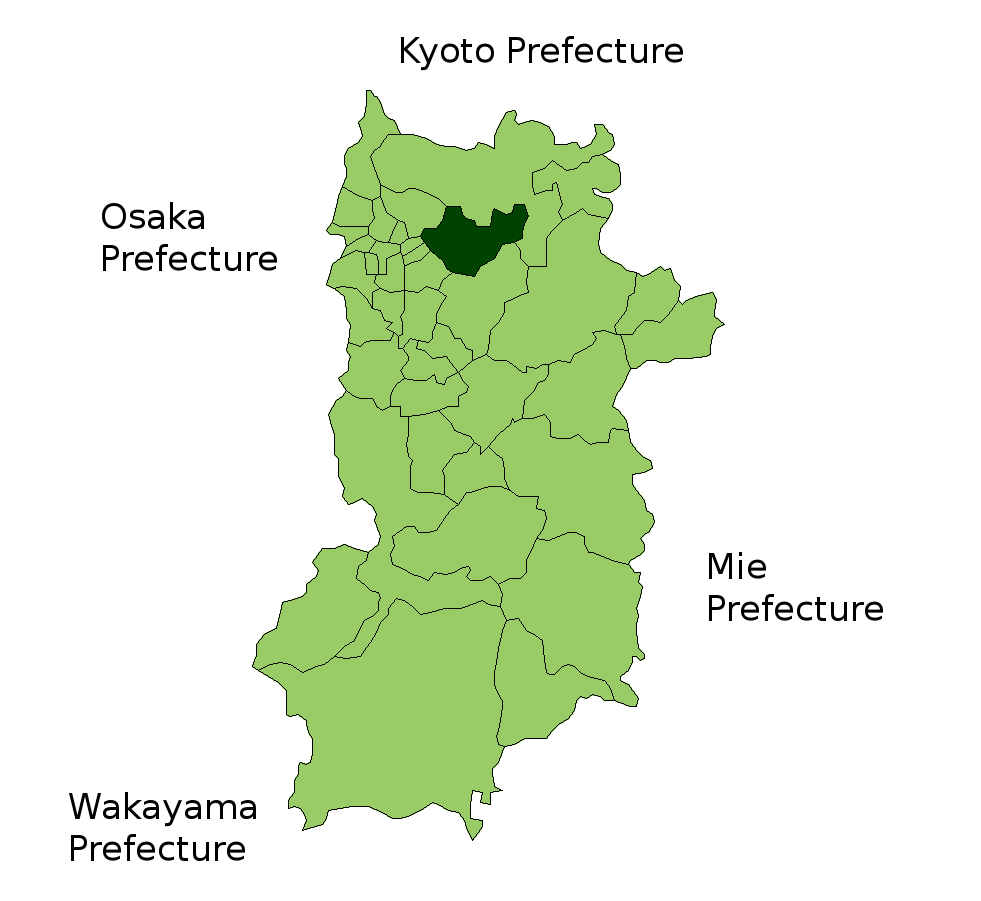

Tenri (天理市 Tenri-shi?) este un municipiu din Japonia, prefectura Nara.